# 王军 (1941年)

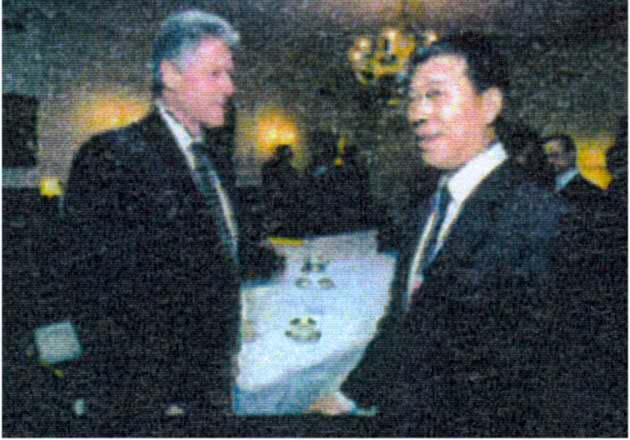
1996年时任美国总统比尔·克林顿在白宫会见王军

王军（1941年4月11日—2019年6月10日），湖南浏阳人，中华人民共和国企业家。原中华人民共和国副主席、开国上将王震之子，排行老二，哥哥王兵、弟弟王之。他被一些媒体称为是「中国最富有红二代」。

## 生平
1941年4月11日出生于湖南浏阳。哈尔滨军事工程学院毕业。1960年至1966年，哈尔滨军事工程学院，1966年至1967年，江南造船厂工程师，1967年至1977年，武昌造船厂工程师，1977年至1978年，中国人民解放军海军服役。1979年跟随荣毅仁组建中国国际信托投资公司，曾任中国国际信托投资公司业务部处长、业务部副总经理、总经理，中信香港公司董事长，中信公司常务董事、副总经理，中信深圳公司董事长，中国保利集团公司总经理。
1986年至1993年，中信公司副总经理。1993年至1994年，中信公司总经理。1994年至1995年，中信公司副董事长兼总经理。1995年至2006年，任中信集团董事长。1996年，王军独自决定出让中信泰富18%的股份，签字时每股32元人民币左右，正式出让时股价38元左右，涨到58元。当时，被认为造成36亿元国有资产流失，是国有资产最大的一次流失。2003年1月当选第十届全国政协委员。2006年，任深圳市朝向管理集团董事长。
2013年任香港上市公司金榜集团控股有限公司（港交所：00172）主席。
2014年任暨南大学董事。
生前任中国高尔夫球协会特邀副主席。
2019年6月10日王军因病逝世，享年78岁。

## 家庭
他的女兒王京京是中科環保電力控股有限公司的董事會副主席，儿子王京军，哈佛大学毕业，王京京的女儿王吉湘（Clare Wang）是一位年轻的室内建筑设计师